# Dante Piani
Dante Piani (Udine, 12 ottobre 1921 – Varazze, 26 novembre 2011) è stato un calciatore italiano.

## Carriera
Dopo l'esordio in serie A con la Triestina, nell'anomalo campionato 1945-1946, Piani fu acquistato dal Torino nel 1946-47. Fu riserva di Bacigalupo cui subentrò alla settima giornata del girone di andata, rimanendo tra i pali fino alla diciassettesima giornata del girone di andata. Oltre a quella parentesi, Piani seppe ritagliarsi in quel campionato altre 2 presenze nelle ultime due giornate.
L'anno successivo giocò nella Lucchese, poi passò al Genoa, sempre in massima serie, dove rimase per due stagioni. Ritornò in granata nel 1950-51 come riserva di Buttarelli.
In carriera ha totalizzato complessivamente 79 presenze nella Serie A a girone unico.

## Palmarès
- Campionato italiano: 1

Torino: 1946-1947